# Liste der Bamberger Domherren

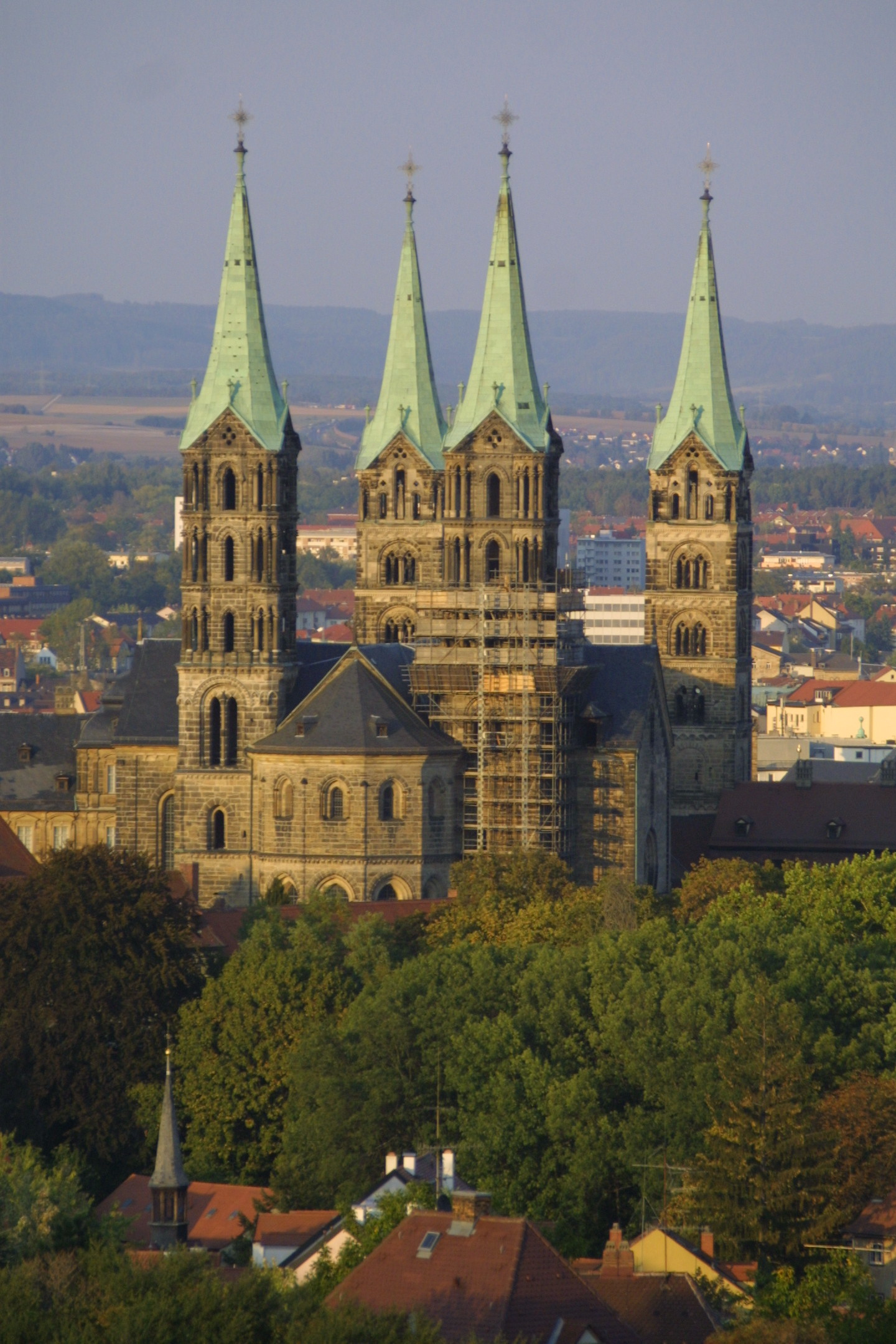
Bamberger Dom

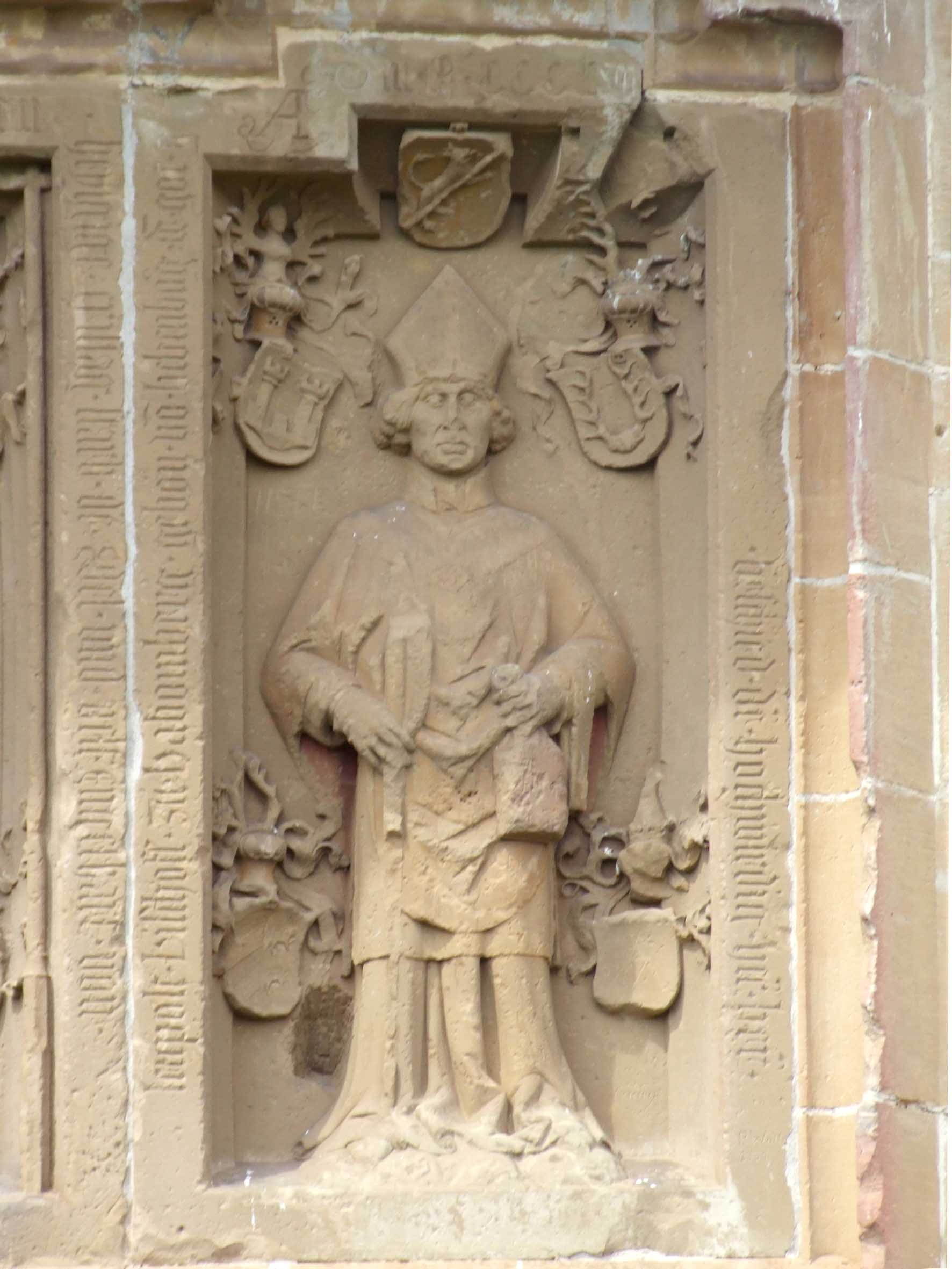
Epitaph des Lupold von Bebenburg an der Anhäuser Mauer

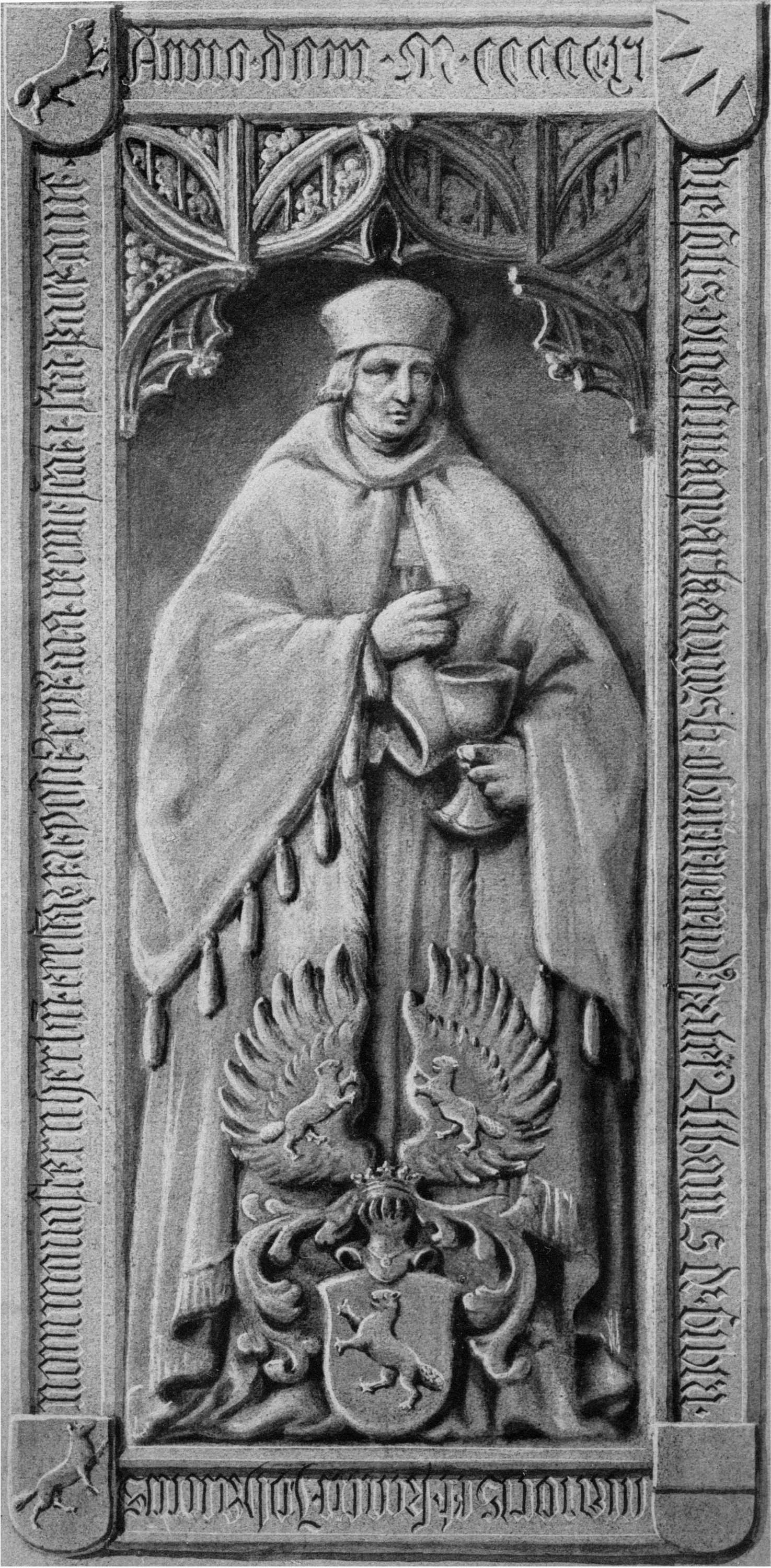
Albrecht von Bibra

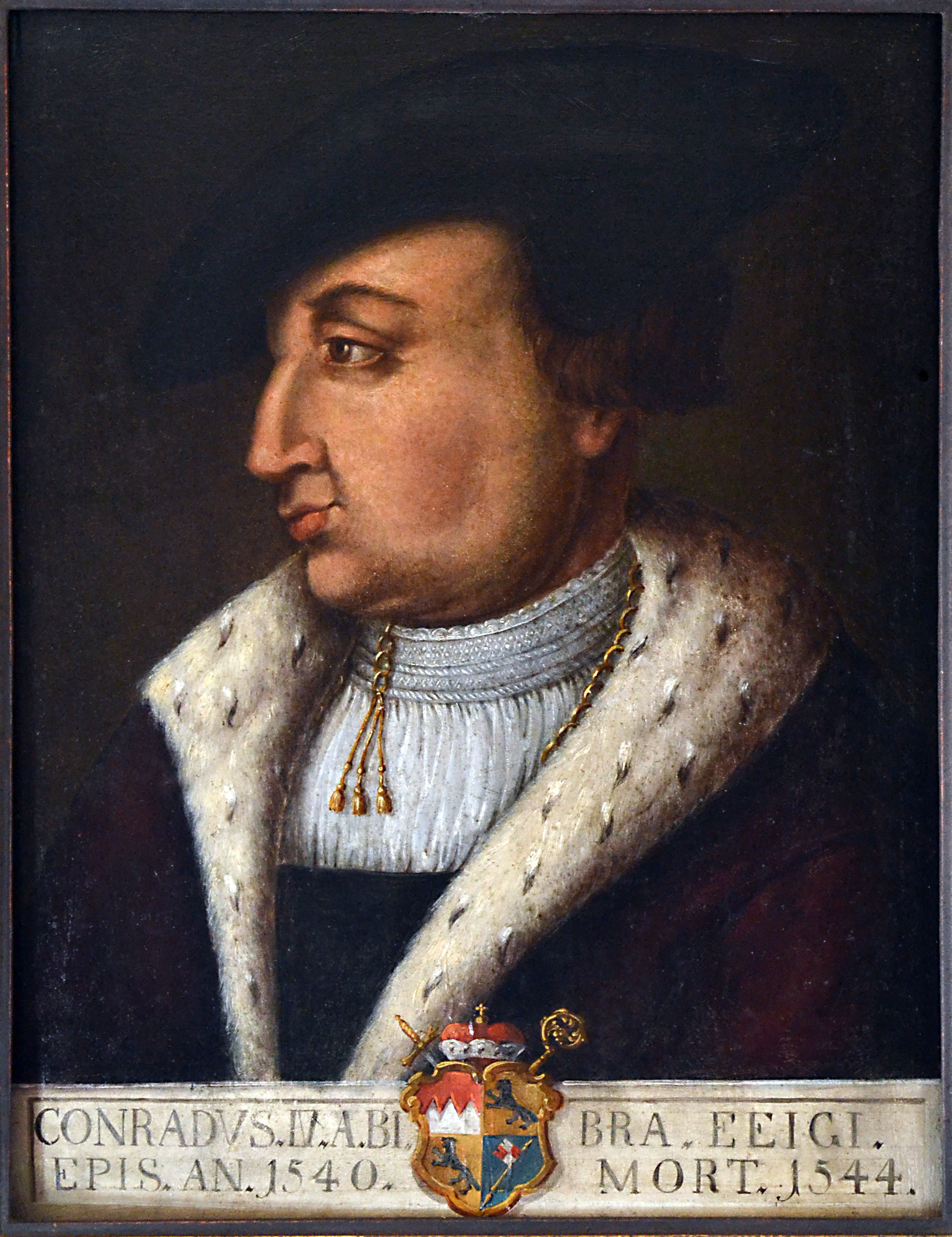
Bildnis des Konrad III. von Bibra

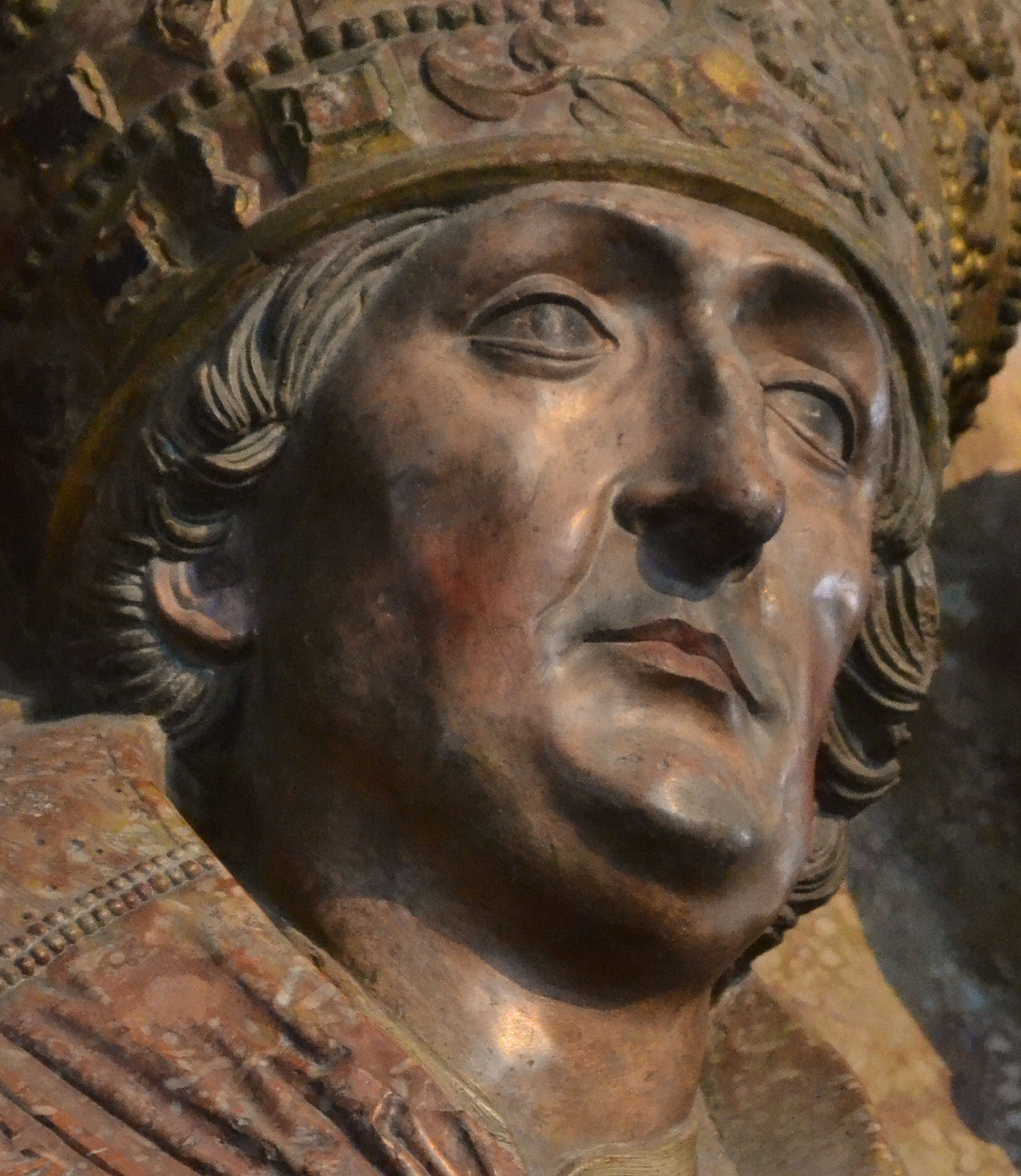
Ausschnitt aus dem Grabmal des Lorenz von Bibra, gefertigt von Tilman Riemenschneider im Würzburger Dom

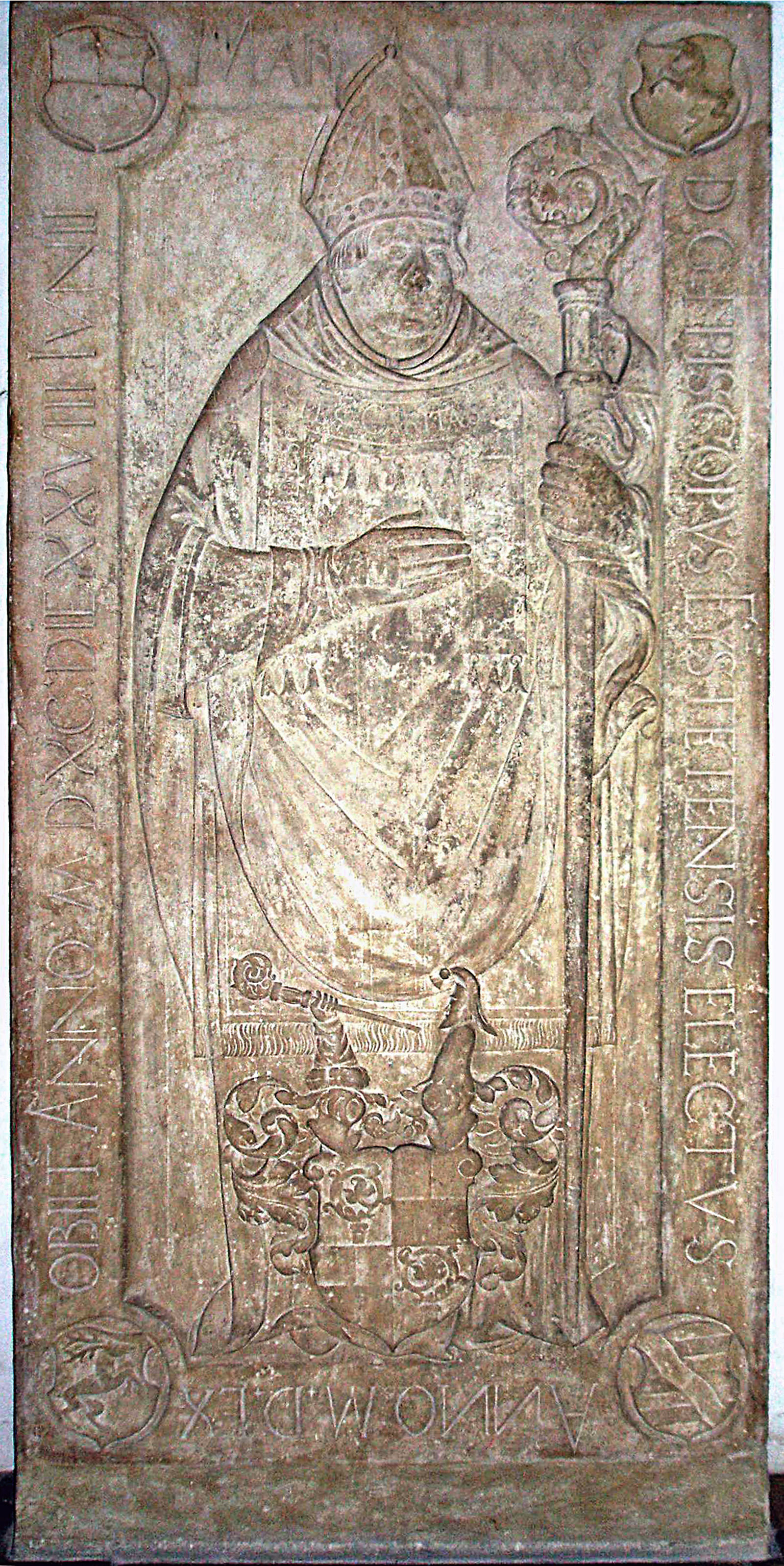
Martin von Schaumberg: Epitaph im Eichstätter Dom-Kreuzgang

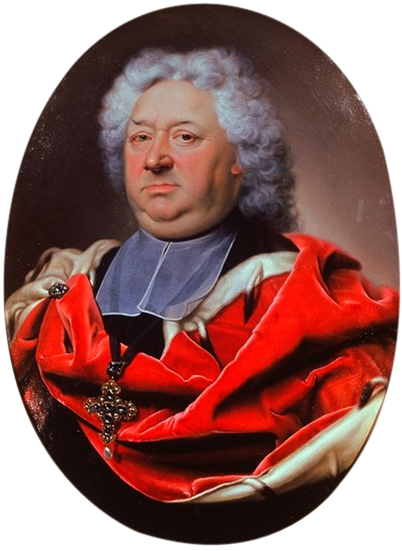
Lothar Franz von Schönborn, Bildnis von Christian Schilbach, 1715

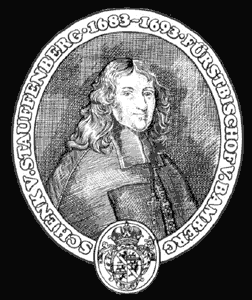
Marquard Sebastian Schenk von Stauffenberg

Die Liste der Bamberger Domherren enthält eine Auswahl Bamberger Domherren bis zur Säkularisation. Kleriker im Bistum Bamberg hatten häufig mehrere kirchliche Ämter inne. Domherren sind auch als Bischöfe oder Fürstbischöfe von Bamberg bekannt (siehe Liste der Erzbischöfe und Bischöfe von Bamberg). Mehrfach sind auch Geistliche zugleich im Bistum Würzburg als Bischöfe (siehe Liste der Bischöfe von Würzburg) vertreten. Die Angehörigen des Domkapitels stammten nur aus adeligen Familien, zum Teil auch aus Franken (siehe auch Liste fränkischer Rittergeschlechter).

## A
- Friedrich von Aufseß († 1440)
- Gunther von Aufseß, siehe z. B. Oberleinleiter
- Jodokus von Aufseß (1671–1738), Stifter des Aufseesaniums

## B
- Lupold von Bebenburg
- Albrecht von Bibra
- Dietrich von Bibra Präbende 1468 auch Domherr in Regensburg
- Franz Ludwig Ernst Josef Ignaz von Bibra auch Mainzer Domkapitel
- Friedrich von Bibra
- Georg von Bibra, 1497, 1501 auch Domherr in Würzburg
- Jakob von Bibra
- Johann Erich von Bibra, 1538 auch Domherr in Würzburg
- Karl Philipp Heinrich Rudolf Josef von Bibra auch Domherr in Würzburg
- Konrad von Bibra
- Lorenz von Bibra
- Moritz von Bibra, 1508, auch Domherr von Würzburg
- Moritz von Bibra
- Stefan von Bibra
- Theodor Josef Hartman Christoph von Bibra auch Domherr in Würzburg

## D
- Ernst Georg von Dernbach

## E
- Johann Christoph von Erthal[1] († 1714), Domherr zu Bamberg, Kammerpräsident
- Albrecht von Eyb
- Anselm von Eyb (* 1444, † 1477), Domherr 1462 bis 1467, Mitglied im Schwanenorden
- Gabriel von Eyb
- Kaspar von Eyb, seit 1476

## F
- Friedrich von Muchil († 1237)

## G
- Gundeloh von Memmelsdorf, Domdekan 1200–1221 (mit Unterbrechungen)[2]
- Heinrich III. Groß von Trockau

## H
- Graf Johann II. von Henneberg-Schleusingen, 1456–1472
- Christoph von Henneberg-Schleusingen, 1519
- Heinrich von Hirschaid, 1370
- Friedrich von Hirschaid, 1450

## K
- Konrad Knaut, 1325 Domherr
- Hektor von Kotzau

## L
- Liutpold (1035)[4]
- Georg Graf Löwenstein, siehe Hans Pleydenwurff
- NN. von Lüschwitz

## N
- Johann Heinrich von Nanckenreuth, 1559 Domkapitular

## O
- Otto IV. von Ortenburg (* 1226)

## R
- Weigand von Redwitz

## S
- Martin von Schaumberg
- Konrad I. († 1203 in Mittelschlesien (Glogau, Sagan und Schwiebus)), Herzog von Schlesien, 1181 Domherr in Bamberg, Elekt von Bamberg, starb vor dem Amtsantritt in Bamberg[5]
- Lothar Franz von Schönborn
- Marquard Wilhelm Graf von Schönborn (1683–1770), Dompropst von Eichstätt und Bamberg
- Adam Senger (* 1860 Döringstadt, † 1935 in Bamberg), Weihbischof in Bamberg, Titularbischof von Comana Armeniae
- Arnold von Sonneberg (1244–1271)
- Arnold von Sparneck († 1407), 1392 Domherr
- Marquard Sebastian Schenk von Stauffenberg
- Hertnid von Stein
- Christoph von Stiebar, siehe Schloss Buttenheim

## T
- Martin von Truhendingen, nachweislich 1325, 1330[6]

## W
- Hans Veit von Würtzburg, siehe z. B. Pfarrkirche Heilige Dreifaltigkeit (Rentweinsdorf)
- Otto von Weimar-Orlamünde, Sohn von Otto III.[7]